# José Marín
Pour les articles homonymes, voir Marín et Sospedra.
José Marín Sospedra, né le 21 janvier 1950 à El Prat de Llobregat, est un ancien athlète espagnol spécialiste de la marche athlétique.

## Palmarès

### Championnats du monde d'athlétisme
- Championnats du monde d'athlétisme 1983 à Helsinki,  Finlande
  -  Médaille d'argent sur 50 km marche
- Championnats du monde d'athlétisme 1987 à Rome,  Italie
  -  Médaille de bronze sur 20 km marche

### Championnats d'Europe d'athlétisme
- Championnats d'Europe d'athlétisme 1982 à Athènes,  Grèce
  -  Médaille d'or sur 20 km marche
  -  Médaille d'argent sur 50 km marche